# Science-Fiction-Jahr 1900
Übersicht

◄◄ | ◄ | 1896 | 1897 | 1898 | 1899 | Science-Fiction-Jahr 1900 | 1901 | 1902 | 1903 | 1904 | ► | ►►

Weitere Ereignisse

## Neuerscheinungen Literatur
| Deutscher Titel            | Jahr | Originaltitel | Autor                | Anmerkungen |
| -------------------------- | ---- | ------------- | -------------------- | ----------- |
| Aus dem Jahre 1920         | –    | –             | Josef Scheicher      |             |
| Bis ans Ende der Welt      | –    | –             | Max Wilhelm Meyer    |             |
| Die Abrechnung mit England | –    | –             | Karl Eisenhart       |             |
| Landshut im Jahre 2000     | –    | –             | Hermann Wölfle       |             |
| Wehrlos zur See            | –    | –             | Gustav Adolf Erdmann |             |

## Geboren
- William E. Barrett († 1986)
- Harry Bates († 1981)
- Karin Boye († 1941)
- Taylor Caldwell († 1985)
- Wilhelm Friedrich Eickermann
- Leslie Greener († 1974)
- James Hilton († 1954)
- Henry J. Leir († 1998), geboren als Heinrich Hans Leipziger, Pseudonym: Tom Palmer, Werk 1937: La grande compagnie de colonisation
- Ernst H. Richter († 1959)
- Anna Seghers († 1983)
- Wallace West († 1980)

## Gestorben
- Ferdinand Gross (* 1848)